# I liga polska w rugby (1983)
I liga polska w rugby (1983) – dwudziesty siódmy sezon najwyższej klasy ligowych rozgrywek klubowych rugby union w Polsce. Tytuł mistrza Polski zdobyła drużyna Budowlani Łódź, drugie miejsce zajął AZS AWF Warszawa, a trzecie Posnania Poznań.

## Uczestnicy rozgrywek
W rozgrywkach I ligi w tym sezonie uczestniczyło osiem drużyn. Było wśród nich siedem najlepszych drużyn poprzedniego sezonu: AZS AWF Warszawa, Lechia Gdańsk, Budowlani Łódź, Czarni Bytom, Posnania Poznań, Skra Warszawa i Orkan Sochaczew oraz jedna drużyna, która awansowała z II ligi – Budowlani Olsztyn.

## Przebieg rozgrywek
Rozgrywki toczyły się systemem wiosna – jesień, każdy z każdym, mecz i rewanż. Najsłabsza drużyna spadała do II ligi.
Wyniki spotkań:
|                   | AZS AWF Warszawa | Lechia Gdańsk | Budowlani Łódź | Czarni Bytom | Posnania Poznań | Skra Warszawa       | Orkan Sochaczew | Budowlani Olsztyn |
| AZS AWF Warszawa  | –                | 27:4          | 12:12          | 12:13        | 7:9             | 21:8                | 46:0            | 72:0              |
| Lechia Gdańsk     | 6:14             | –             | 10:20          | 9:0          | 17:16           | 43:0                | 10:10           | 74:4              |
| Budowlani Łódź    | 19:9             | 21:3          | –              | 13:16        | 13:4            | 7:3                 | 26:12           | 106:6             |
| Czarni Bytom      | 10:24            | 16:10         | 7:12           | –            | 11:10           | obustronny walkower | 57:3            | 74:6              |
| Posnania Poznań   | 0:14             | 16:3          | 12:7           | 13:6         | –               | 28:10               | 30:12           | 34:3              |
| Skra Warszawa     | 3:12             | 21:14         | 9:10           | 6:10         | 3:26            | –                   | 24:16           | 62:9              |
| Orkan Sochaczew   | 13:48            | 24:4          | 12:3           | 12:4         | 3:16            | 17:12               | –               | 22:0              |
| Budowlani Olsztyn | 4:58             | 4:48          | 3:58           | 4:18         | 0:38            | 10:32               | 0:21            | –                 |

Tabela końcowa (na czerwono wiersz z drużyną, która spadła do II ligi):
| Pozycja | Drużyna           | Punkty razem | Bilans punktów |
| ------- | ----------------- | ------------ | -------------- |
| 1       | Budowlani Łódź    | 35           | 327:119        |
| 2       | AZS AWF Warszawa  | 35           | 377:101        |
| 3       | Posnania Poznań   | 34           | 252:115        |
| 4       | Czarni Bytom      | 29           | 242:143        |
| 5       | Orkan Sochaczew   | 27           | 177:280        |
| 6       | Lechia Gdańsk     | 25           | 255:193        |
| 7       | Skra Warszawa     | 21           | 199:232        |
| 8       | Budowlani Olsztyn | 14           | 53:717         |

## II liga
Równolegle z rozgrywkami I ligi odbywała się rywalizacja w II lidze. Zagrało tam siedem drużyn. W rozgrywkach nie wzięła udziału Brda Rytel, zadebiutowała natomiast drużyna WFS Siedlce. Rozgrywki toczyły się w systemie wiosna – jesień, każdy z każdym, mecz i rewanż. Najlepsza drużyna awansowała do I ligi.
Końcowa klasyfikacja II ligi (na zielono wiersz z drużyną, która awansowała do I ligi):
| Pozycja | Drużyna                  |
| ------- | ------------------------ |
| 1       | Ogniwo Sopot             |
| 2       | Juvenia Kraków           |
| 3       | Budowlani Lublin         |
| 4       | Mazovia Mińsk Mazowiecki |
| 5       | Bobrek Karb Bytom        |
| 6       | Czarni II Bytom          |
| 7       | WFS Siedlce              |

## Inne rozgrywki
W finale Pucharu Polski AZS AWF Warszawa pokonał Lechię Gdańsk 4:3. W mistrzostwach Polski juniorów oraz w mistrzostwach Polski kadetów zwycięstwo odniosły drużyny Ogniwa Sopot. 

## Nagrody
Najlepszym zawodnikiem został Kazimierz Matczak, a trenerem Edward Hodura.